# Podział administracyjny Kościoła katolickiego w Holandii

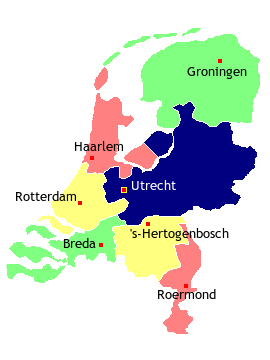
Podział administracyjny Kościoła katolickiego w Holandii

Podział administracyjny Kościoła katolickiego w Holandii – obecnie na terenie Holandii istnieje metropolia, w skład której wchodzi jedna archidiecezja i sześć diecezji. Ponadto istnieje ordynariat wojskowy, podlegający bezpośrednio do Rzymu.

## Lista diecezji

### Metropolia utrechcka
- Archidiecezja utrechcka
  - Diecezja bredzka
  - Diecezja Groningen-Leeuwarden
  - Diecezja Haarlem-Amsterdam
  - Diecezja Roermond
  - Diecezja Rotterdam
  - Diecezja 's-Hertogenbosch